# تأثير سوموغي
ظاهرة ارتفاع السكر في الدم الذي يعقب انخفاضه المزمنة  هي ظاهرة حدوث ارتفاع في نسبة السكر في الدم في فترة الصباح بعد أن تكون تلك النسبة منخفضة في الليل، لذلك تسمى هذه الظاهرة بظاهرة ارتفاع السكر في الدم الذي يعقب انخفاضه. تحدث تلك الظاهرة عند مرضى السكري الذين يتحكمون بمستوى السكري باستخدام حقن الأنسولين، تعتبر هذه الظاهرة ليست مفهومة حتى الآن.
هذه الظاهرة هي عبارة عن نظرية اكتشفت بواسطة العالم مايكل سوموغي وهو بروفسور في الكيمياء الحيوية، وُلد في هنغاريا ودرس الكيمياء الحيوية في جامعة واشنطن وفي المستشفى اليهودي لويس. يُعتبر العالم سوموغي هو أول من حضر جرعة انسولين علاجية وحقنها في طفل مصاب بالسكري في أمريكا في أكتوبر عام 1922. لاحظ العالم سوموغي أن اعطاء جرعات مفرطة من الأنسولين يجعل مستوى السكري غير ثابت، ونشر سوموغي هذه النتائج عام 1938.
بالمقارنة مع ظاهرة أخرى تسمى ظاهرة الفجر والتي يحدث فيها ارتفاع في نسبة السكري في فترة الصباح كنوع من الاستجابة للأنسولين الصباحي وهرمون النمو الصباحي الذي يتعارض مع تأثير الأنسولين.